# Susana Lizano
Susana Lizano, née à Mexico le 29 mars 1957, est une astrophysicienne et chercheuse mexicaine. Elle est spécialiste de l'étude théorique de la formation des étoiles.

## Etudes et enseignement
Estela Susana Lizano Soberón naît le 29 mars 1957 à Mexico. Elle obtient un diplôme en physique à l'École des sciences de l'Université nationale autonome du Mexique (UNAM). Elle étudie ensuite à l'Université de Californie à Berkeley où elle obtient la maîtrise en 1984 et le doctorat d'astronomie en 1988. Elle effectue un stage postdoctoral en 1990-1991 à l'Observatoire d'Astrophysique Arcetri,.
Elle retourne plus tard à l'UNAM pour enseigner, et y occupe la chaire d'astronomie, de physique et de mathématiques, ainsi qu'à l'Université Michoacana de San Nicolás de Hidalgo. Elle y dirige plusieurs thèses de doctorat et de premier cycle.

## Recherche, travaux universitaires
Après ses études aux États-Unis, Susana Lizano revient au Mexique où elle rejoint l'Institut d'astronomie de l'UNAM (es). Elle s'installe en 1986 au campus de Morelia de l'UNAM, et participe à la fondation du Centre de radioastronomie et de physique (Centro de Radioastronomía y Astrofísica ; CRyA), dont elle est secrétaire académique de 2003 à 2007. Elle est nommée directrice du CRyA pour deux mandats successifs, en 2007-2011 et en 2011-2015.
Susana Lizano est une chercheuse de niveau III du Sistema Nacional de Investigadores. Elle participe au Stellar Training Working Group de 1997 à 2003, puis de 2003 à 2009 au Comité d'organisation de la Division de l'environnement interstellaire de l'Union astronomique internationale. Elle est aussi conseillère de l'Union américaine d'astronomie de 2002 à 2004. Elle est membre de l'Académie mexicaine des sciences et de la Société mexicaine de physique (es) .

## Publications
Les travaux de recherche de Susana Lizano ont été cités plus de 5 500 fois. Elle a notamment écrit :
- « Formation d'étoiles dans les nuages moléculaires » dans Formación estelar, UNAM et Fondo de Cultura Económica, 1996 ;
- « L'astronomie au Mexique au 21e siècle » dans l'Estado actual y prospectiva de la ciencia en México, Académie mexicaine des sciences, 2003 ;
- « La formation des étoiles et des planètes » dans Siete problemas de la astronomía contemporánea, Collège national, 2004 ;
- « Comment se forment les étoiles ? » in Aportaciones científicas y humanísticas en el siglo XX, Académie mexicaine des sciences, 2008.

## Prix et distinctions
- Prix de recherche Mary Elizabeth Uhl du Département d'astronomie de l'Université de Californie à Berkeley en 1986.
- Prix de recherche scientifique dans le domaine des sciences exactes de l'Académie mexicaine des sciences en 1996.
- Distinction universitaire nationale pour jeunes universitaires dans le domaine de la recherche en sciences exactes de l'UNAM en 1996.
- Bourse Guggenheim accordée par la John Simon Guggenheim Memorial Foundation en 1998-1999.
- Prix de la recherche scientifique de la Société mexicaine de physique en 2001.
- Prix de la recherche scientifique et humaniste du Conseil d'État de la science et de la technologie du Michoacán en 2006.
- Médaille Marcos Moshinsky (es) de l'Institut de physique de l'UNAM en 2010.
- Prix national des arts et des sciences dans le domaine des sciences physiques-mathématiques et naturelles décerné par le Secrétariat de l'éducation publique en 2012[1],[7].